# Georg Svensson

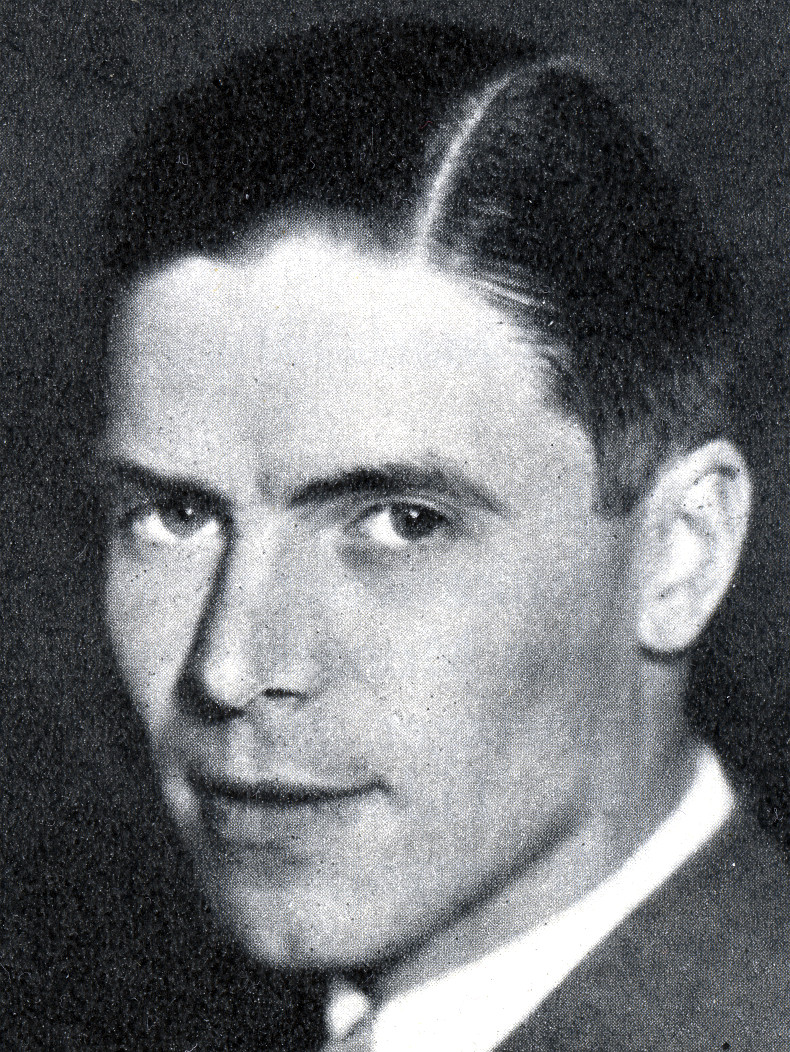
Georg Svensson 1937.

Georg Vilhelm Svensson, född 11 oktober 1904 i Västerås domkyrkoförsamling, Västmanlands län, död 3 juli 1998 i Johannes församling, Stockholms län, var en svensk konsthistoriker, redaktör, kritiker och författare.
Georg Svensson studerade konsthistoria och avlade licentiatexamen vid Stockholms högskola. Han arbetade därefter på Natur och Kultur, men flyttade efter en konflikt med ägaren Johan Hansson till Bonniers 1931.  Han blev där den förste redaktören på den 1932 grundade Bonniers Litterära Magasin, och kvarstod som dess chef till 1948. Han var därefter redaktör för Panacheserien samt vice verkställande direktör för Bonniers 1953–1971.